# Gérard Chenet
Gérard Chenet (né le 14 avril 1927 à Port-au-Prince en Haïti) est un écrivain haïtien.
Chenet Commence en 1955 au Canada, avant de partir trois ans plus tard à Nantes en France pour étudier la politique. Lorsque Charles de Gaulle est arrivé au pouvoir, Chenet a déménagé en Guyane française, où il est resté pendant quatre ans. Il déménage ensuite au Sénégal, où il obtient un emploi de conseiller au Ministère de la connaissance. Ce poste il occupa pendant 25 ans avant de se retirer. Il est maintenant installé dans le petit village de Toubab Dielaw, à 55 km de Dakar.